# Julián Irías
Julián Irías Sandres (Ocotal, 29 de abril de 1873 - Managua, 20 de noviembre de 1940) fue un abogado, militar y político nicaragüense, que actuó como Presidente de Nicaragua interino del 6 al 9 de junio de 1936.
Ejerció cargos en los gobiernos liberales de José Santos Zelaya como ministro de Gobernación, José Madriz Rodríguez como delegado civil y militar, José María Moncada como Canciller, Juan Bautista Sacasa como ministro de Gobernación y Anastasio Somoza García como presidente del Consejo de Elecciones.
El 5 de mayo de 1930 fue firmante del Acta de Canje de las ratificaciones, de los respectivos gobiernos de Nicaragua y Colombia, relativas al Tratado Esguerra-Bárcenas de 1928.

## Origen
Nació en Ocotal, el 29 de abril de 1873 fue el menor de los hijos del matrimonio formado por Nicolás Leoncio Irías Calderón y Candelaria Sandres Calderón, ambos primos hermanos y descendientes del coronel José Miguel Irías. Ella era nieta de José María Sandres quien fue brevemente Director Supremo de Nicaragua cuando José León Sandoval acusado de mala administración, depositó el poder, el 1 de julio de 1846 en el senador Sandres, quien ejerció hasta el 6 de agosto cuando se designó al licenciado Hermenegildo Zepeda quien entregó el 2 de septiembre a Sandoval, una vez aclaradas las cosas, luego que la Asamblea lo restituyó en el poder. Todo esto lo señala el historiador Andrés Vega Bolaños  en su obra "Gobernantes de Nicaragua".
Siendo José María Sandres, senador presidente de la Asamblea Nacional Constituyente del Estado de Nicaragua sesionando en Masaya (debido a la guerra civil), el 24 de julio de 1846 se dio la promulgación de la Ley Legislativa que elevó el pueblo de Managua a la categoría de ciudad como "Ciudad de Santiago de Managua". Esta misma Asamblea designó como jefe de Estado al conservador leonés José León Sandoval.

## Ministro de Zelaya
Tras la ejecución de los ciudadanos estadounidenses Leroy Cannon y Leonard Groce el 16 de noviembre de 1909, el Secretario de Estado Knox usó esto como pretexto para romper relaciones diplomáticas con el gobierno de Zelaya el 1 de diciembre. Zelaya en la búsqueda de su propio sucesor iba a renunciar a favor de Aurelio Estrada Morales, hermano de Juan José Estrada Morales,  proclamado Presidente provisional en el departamento de Zelaya. Los liberales de León se opusieron y sugirieron al doctor Julián Irías, entonces Ministro General del gobierno de Zelaya.

## Apoyo a Madriz
La sucesión presidencial se definió hasta  principios de diciembre cuando Irías decidió apoyar al doctor José Madriz ante la oposición de Estados Unidos a su propia candidatura.
En febrero de 1910, el presidente Madriz lo envió a la ciudad de Masaya a combatir a los revolucionarios libero-conservadores que avanzaban hacia Managua, le otorgó el control civil y militar de los departamentos de Masaya, Granada y Carazo. El 22 de febrero el general Irías asestó un golpe contundente a las fuerzas de Emiliano Chamorro en los llanos de Tisma. Los combates duraron casi un día entero. Al día siguiente, Chamorro fue nuevamente derrotado en Tipitapa.
En abril, Madriz envió a Irías a San Juan del Norte, dándole poder sobre la mitad oriental de Nicaragua y la responsabilidad de las operaciones militares directas contra los bastiones rebeldes.
A principios de mayo, Irías había llegado cerca de Bluefields y el gobierno de Madriz había obtenido un buque de guerra para usarlo en el ataque contra dicha ciudad.
La intervención militar estadounidense impidió que tomara Bluefields y aplastara la rebelión de Estrada.
Desempeñó varios cargos públicos, entre ellos el de Ministro Plenipotenciario en Costa Rica, donde estuvo exiliado de 1917 a 1919 y tuvo cercanía con el régimen del general Federico Tinoco Granados.

## Presidente interino
El 6 de junio de 1936, era ministro de Gobernación, se produjo la caída del presidente Juan Bautista Sacasa, que fue forzado a renunciar debido a las presiones del general Anastasio Somoza García. 
De conformidad con La Constitución vigente, debía terminar el período de Sacasa, que expiraba el 1 de enero de 1937, el vicepresidente Rodolfo Espinoza, pero este la rechazó y presentó también la renuncia, en señal de protesta. 
El doctor Irías se hizo cargo interinamente de la presidencia, mientras Sacasa partía al exilio en El Salvador. 
El 9 de junio, el Congreso Nacional de Nicaragua designó al diputado Carlos Alberto Brenes Jarquín, apoyado por Somoza, como nuevo presidente de la República, con lo cual concluyó el efímero gobierno de Julián Irías.

## Hijos del tiempo
Junto con Adolfo Altamirano Castillo, ministro de Relaciones Internacionales e Instrucción Pública en el gobierno de Zelaya, es protagonista de la novela histórica "Hijos del tiempo" escrita por el doctor José Rizo Castellón, exvicepresidente de la República de Nicaragua. La amistad y la rivalidad los unieron, hasta que la muerte de Altamirano a manos de Irías el 7 de mayo de 1906 sembro la separación definitiva.